# Чон Мен Сок
Чон Мен Сок (* 17 лютого 1945 року) — південнокорейський харизматичний релігійний лідер. Відбув десять років ув'язнення за сексуальні злочини та розтрату .

## Біографія
Чон Мен Сок — виходець з бідної південнокорейської фермерської родини. Він досяг певного успіху у В'єтнамі і повернувся на батьківщину. Тут він деякий час був членом Церкви об'єднання, працюючи інструктором і викладаючи «Божественні принципи» (основу віри Церкви об'єднання), на основі яких він пізніше розвинув власне вчення.
У 1980 році він залишив Церкву об'єднання та заснував власну конгрегацію Aechŏn kyohoe (애천교회; 愛天敎會;Церква Провидіння). У 1983 році він був висвячений на пастора Корейської методистської церкви, але незабаром був виключений з церкви за неодноразове поширення єретичних вчень.
У 1989 році громада, яка тепер називає себе JMS (Jŏng-Myŏng-Sŏk, або Ісус — Вранішня Зірка) вперше з'явився в Німеччині. З початку 1990-х років спільнота JMS розширилася в ряді країн Азії, Північної Америки та Європи.

### Втеча і суд
Після звинувачень у сексуальному насильстві проти жінок-членів спільноти Чон Мен Сок втік із Південної Кореї в 1999 році, де йому були висунуті звинувачення заочно в 2001 році. Його заарештували в Гонконзі в 2003 році, але він уникнув процедури депортації. Після повторного арешту в Пекіні (Китай) у 2007 році він був екстрадований до Південної Кореї в 2008 році. У тому ж році південнокорейський суд засудив його до шести років ув'язнення за численні зґвалтування колишніх послідовниць під час його втечі. У 2009 році апеляційний суд збільшив вирок Юнгу ще на чотири роки до десяти років ув'язнення.

## Веб-посилання
- Поточний офіційний веб-сайт «Рух Юнга» (англійською) Отримано 19. Лютий 2010 року
- Сторінка від критиків Чон Мен Сока (англійською)
- Сторінка підписників Чон Мен Сока (англійською)